# Thaumas
Thaumas (Oudgrieks: Θαύμας, de wonderbaarlijke) is een figuur uit de Griekse mythologie. Hij is de zoon van Pontos (Zee) en Gaia (Aarde), de echtgenoot van Elektra (dochter van Okeanos en Tethys) en de vader van Kelaino, Aëllo en Okypete (= Harpijen) en Iris.
Al sinds Hesiodos wordt Thaumas genoemd als vader van de Harpijen en Iris die frequent 'dochter van Thaumas' als bijnaam krijgt.